# Reinhard Heinrich (Schriftsteller)

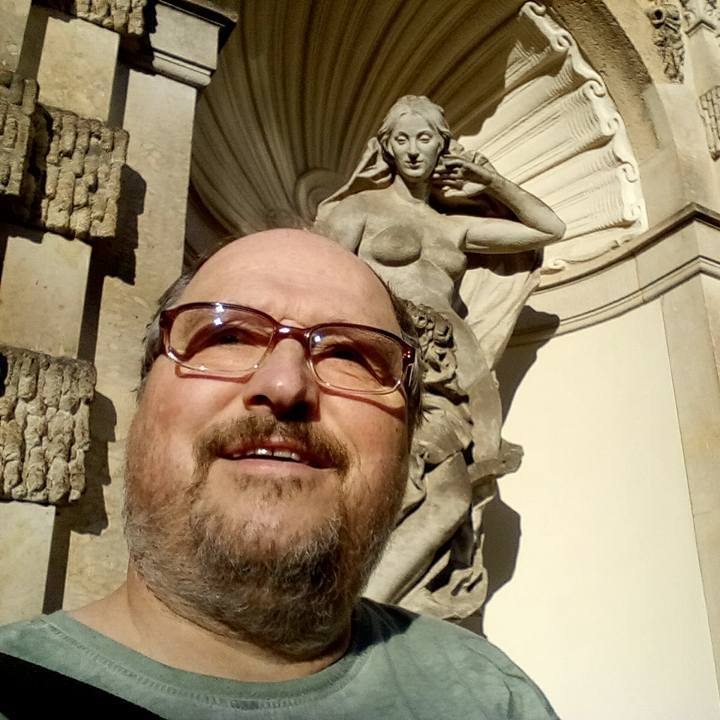
Reinhard Heinrich: Selbstporträt im Nymphenbad

Reinhard Heinrich (* 1954 in Dresden) ist ein deutscher Schriftsteller, Journalist und linker Politiker.
Reinhard Heinrich lebt in Coswig. Die Schule besuchte er in Dresden. 1970 folgten Abitur und Lehre zum Maschinen- und Anlagenmonteur in Radebeul. Nach seinem Studium als Ingenieurpädagoge wurde er Lehrausbilder bei Robotron in Dresden. Mehrere Jahre war er Chefredakteur der Regionalzeitung «Dresdner Blättl». Er war Teilhaber einer Versicherungsagentur.
Heinrich war Vorsitzender des Ortsvorstandes Coswig für die Linken.
Er ist freiberuflicher City-Guide und freier Journalist.

## Politiker im Kreistag Meißen
Reinhard Heinrich ist Mitglied der Fraktion DIE LINKE im Kreistag Meißen.
Er ist dort:
- Mitglied im Technischen Ausschuss
- Stellvertreter im Sozialausschuss
- Stellvertretendes Mitglied des Aufsichtsrates der Meißner Sozialprojekt – gemeinnützige Gesellschaft mbH (MEISOP gGmbH)

## Science Fiction

### Buchausgaben
(alle mit Erik Simon)
- Die ersten Zeitreisen. Erzählungen. Neues Leben, Berlin 1983 (Kompass-Bücherei Nr. 224; in Band 3 der Werkausgabe von Erik Simon enthalten).
  - Zum Geleit (als Dr. Kassandra Smith)
  - Die dritte Zeitreise des Timothy Traveller oder Von der Macht der Literatur und der Lesermeinung
  - Die dreizehnte Expedition in die Vergangenheit oder Der Charakter der Urmenschen
  - Das Ende der Dreizehnten Zeitexpedition oder Wie man Mystifikationen vermeidet
  - Die Fünfzehnte und die Sechzehnte Zeitexpedition oder Wer hat die Terrasse von Baalbek gebaut?
  - Die atlantischen Zeitreisen oder Professor Müslis Lebenswerk
  - Inspektionsreise 7/1 oder Auf der Spur der Zeitbanditen
  - Schlußbemerkung (als Dr. Kassandra Smith)
  - Anhang A ... Anhang J

- Reisen von Zeit zu Zeit. (Die ersten Zeitreisen. Von letzten Ursachen. Von Zeit zu Zeit.) Erzählungen und ein Opernlibretto. (Band 3 in Erik Simons Werkausgabe „Simon’s Fiction“.) Herausgegeben von Hans-Peter Neumann und Sara Riffel. Shayol, Berlin 2004. ISBN 3-926126-35-3.
  - Inhalt 
    - Die ersten Zeitreisen (1977, Inhalt wie oben)
    - Die Ignoranten (1976)
    - Etemenanki oder Die Fundamente von Himmel und Erde (1986)
    - Hydra (1994)
    - Von Zeit zu Zeit: Ein Terrassenweihfestspiel (2004)

### Erzählung
- Begründeter Abflug (2009)

## Links
- Titelbild Heinrich & Simon, Reisen von Zeit zu Zeit